# Stéphane Bruey
Stéphane Bruey (* 1. Dezember 1932 in Champigny; † 31. August 2005) war ein französischer Fußballspieler.

## Vereinskarriere
Stéphane Bruey, der sich zu einem „lauffreudigen und durchsetzungsfähigen Stoßstürmer“ entwickelte, begann seine Profikarriere 1950 als Siebzehnjähriger beim Hauptstadtverein Racing Club, wo er allerdings noch nicht Stammspieler war. Als Racing 1953 in die zweite Division abstieg, sicherte sich die AS Monaco seine Dienste, und dort machte Bruey erstmals nachdrücklich auf sich aufmerksam. In Meisterschaft und Pokalwettbewerb reichte es allerdings weder mit den Monegassen noch bei einem seiner späteren Klubs für einen Titelgewinn: ein 3. Platz in der Liga (1955/56) und eine Halbfinalteilnahme in der Coupe de France (1961/62, 0:1 gegen die AS Saint-Étienne) waren seine größten Erfolge bei seinen Vereinen.
Von 1957 bis 1965 spielte er für den SCO Angers, bei dem er auch zum Nationalspieler wurde. In diesen folgenden sieben Spielzeiten tauchte er zweimal in der Torjägerliste weit vorne auf: 1957/58 auf Platz 7 mit 16, 1963/64 auf dem 10. Rang mit 14 Treffern. Zur Saison 1964/65 wurde er an Olympique Lyon ausgeliehen, kehrte aber nach der Hinrunde nach Angers zurück – nur um sechs Monate später endgültig zu Olympique Lyon zu wechseln. Im Sommer 1966 beendete er seine Profikarriere. Er starb im August 2005.

### Stationen
- Racing Club de Paris (1950–1953, 44 Erstligaspiele/11 Tore)
- Association Sportive Monaco (1953–1957, 81/25)
- Sporting Club de l’Ouest Angers (1957–1965, 254/93)
- Olympique Lyonnais (1964/65 [Hinrunde] und 1965/66, 44/10)

Insgesamt 423 Spiele und 139 Tore in der Division 1.

## Nationalspieler
Stéphane Bruey bestritt zwischen Oktober 1957 und Mai 1962 vier A-Länderspiele für die Équipe tricolore, wobei ihm auch ein Tor beim 1:1 gegen Griechenland im Achtelfinale (Qualifikation) der Europameisterschaft 1960 gelang. Bei der Weltmeisterschaftsendrunde 1958 gehörte er zum französischen Aufgebot, kam dort aber nicht zum Einsatz. Sein Pech war, dass er immer nur dann berufen wurde, wenn es auf der Mittelstürmerposition „ein personelles Loch zu stopfen galt“.